# Казахи в Турции
Казахи в Турции (каз. Түркиядағы қазақтар, тур. Türkiye'deki Kazaklar) — казахское население, проживающее в Турецкой республике. По последним переписям населения, численность составляет около 10 тыс. человек.

## История
Впервые казахи начали переселяться в Турцию с начала XX века. Казахи Турции когда-то населяли Синьцзян-Уйгурский автономный район, также называемый Восточным Туркестаном. Сейчас это часть северо-западного Китая. Первопричиной переселения казахов была китайская революция Сунь Ятсена 1911 года, установившая жёсткий контроль Китая над Восточным Туркестаном. Было давление и преследование со стороны центрального правительства, повышение налогов и конфискация их имущества. Деспотический режим заставил казахов восстать и покинуть родину. Как указывают многочисленные источники, началом послужила Первая мировая война, а также произошедшие в 1917 году Февральская, а затем и Октябрьская революции. Однако усиленная миграция началась в 30-х годах, во время голода в Казахстане.  Первая миграция произошла в 1930-х годах, а вторая  — из-за коммунистической революции 1949 года. Эти казахи побывали во многих странах, но Турция была одним из их лучших вариантов. На протяжении десятилетий большинство казахских семей покинули сельские районы Турции и переехали в более крупные города, большинство из них выбрали Стамбул. Казахи, проживающие в Зейтинбурну, составляют наибольшее количество казахов, проживающих в Турции, и многие из них до сих пор живут в городах Салихли и Маниса.
С другой стороны, этническую составляющую турецких казахов составляют и казахи из Восточного Туркестана — те мигрировали из Алтайского, Баркольского, Саванского, Гаскольского районов Восточного Туркестана, перешли сначала в Ганьсу, Шинкай, пересекли Гималаи и пустыню Такла-Макан, а затем достигли Турции через Индию и Пакистан. Турецкая сторона оказала помощь переселенцам. Волна переселения казахов в Турцию закончилась весной 1956 года.
В 1960-е года казахи стали перебираться в Стамбул, Измир, Анкару и другие города, так как в те годы возросла миграция из сельскохозяйственных районов в урбанизированные, основная причина которой заключалась в наличии рабочих мест в городах, а также неудовлетворение казахских кочевников, вынужденных заниматься земледелием на плохо обработанных и оскудевших почвах из-за отсутствия достаточного выделения пастбищных земель. В это же время казахи развивают новую отрасль турецкой экономики — кожевенное производство. Тогда же в районе Гунешли города Стамбула основывается предприятие «Казахкент», официальное открытие которого состоялось 15 августа 1973 года.
1970-е годы для казахов Турции стали успешными в деле интеграции в экономику страны и получения хороших капиталов благодаря производству и сбыту кожевенных изделий. На смену мануфактурам пришли небольшие фабрики с наемными рабочими. В районах Зейтинбурну, Казахкента, а также на рынках Стамбула, Анкары и других городов появились ателье и фирменные магазины казахов по шитью и продаже кожаных изделий. В торгово-производственный мир мелких и средних предпринимателей, торговцев и ремесленников Турции вступили многие казахи.
В Турции в декабре 1986 года было организовано культурно-просветительское общество турецких казахов «Вакиф», как резонанс на декабрьские события в Алма-Ате. Учредителями этого общества стали 10 человек, и первым председателем был избран Токтоубай Топлу. В марте 1988 г. начал выходить «Бюллетень общества турецких казахов «Вакиф». В свет вышло всего два номера «Бюллетеня». В них помещались материалы по этнографии и истории казахского народа, новости о жизни казахских общин в Турции и странах Западной Европы, публиковались интервью с видными деятелями и предпринимателями из среды казахской диаспоры.
Начиная с 1991 года, между турецкими казахами и Республикой Казахстан развиваются и укрепляются тесные многогранные связи. Одно из последних важнейших событий для казахов, проживающих в Турции, было проведение Малого Курултая казахов 28 и 29 марта 1997 года.

## Численность
На данный момент в Турции казахов проживает около 10 тысяч человек. Основная часть живёт в Стамбуле и Анкаре. Турцию они считают своей родиной, так как в трудный момент турки их приняли и дали спокойно жить на своей земле. Большинство казахов знают свой родной язык вместе с турецким из-за их схожести. Казахская диаспора в Турции живёт дружно и празднует свои национальные праздники, наряду с турецкими.

## Ссылка
- Казахская диаспора в Турции. Жизнь казахов в Турции.